# Tribute (Tenacious D)
Tribute is een nummer van het Amerikaanse comedyduo Tenacious D. Het nummer verscheen op het naar henzelf vernoemde debuutalbum uit 2001. Op 16 juli 2002 werd het nummer uitgebracht als de eerste single van het album.

## Achtergrond
Tribute is het eerste nummer dat Jack Black en Kyle Gass ooit live speelden onder de naam Tenacious D. Oorspronkelijk werd het nummer gespeeld tijdens hun korte tv-serie op HBO. Tijdens vroege optredens van het nummer speelde Gass de opening van Stairway to Heaven van Led Zeppelin.
Het nummer gaat over een ontmoeting tussen Tenacious D en een demon, die het duo beveelt om het beste nummer ter wereld te spelen, anders eet hij hun zielen. De band speelt vervolgens het eerste dat in hen opkomt, dat toevallig het beste nummer ter wereld blijkt te zijn. Na de ontmoeting zijn zij echter vergeten hoe het nummer ging. In plaats daarvan spelen zij een eerbetoon aan dit nummer, dat echter niet lijkt op het oorspronkelijke lied.
In een interview met de band vertelden zij dat zij voor het nummer geïnspireerd werden nadat Black het nummer One van Metallica liet horen aan Gass en het beschreef als "het beste nummer ter wereld". De band probeerde vervolgens een beter nummer te schrijven, maar slaagde hier niet in. Ze bespraken de zinloosheid om een nummer zo te noemen. Het plot voor het nummer wordt regelmatig vergeleken met dat van The Devil Went Down to Georgia, van The Charlie Daniels Band.

## Videoclip
In de videoclip van Tribute, geregisseerd door Liam Lynch, zijn Black en Gass te zien terwijl zij in een goedkope karaoke-stand in een winkelcentrum het nummer opnemen. Tijdens het nummer schakelt de video tussen deze karaoke-stand en beelden waarop het duo op een lange, eenzame weg lopen. Op deze weg worden zij overvallen door het verschijnen van de demon, gespeeld door Dave Grohl, die ook de drums op het nummer bespeelt. In de videoclip speelt de demon ook de elektrische gitaarsolo. Na deze solo stappen Black en Gass uit de karaoke-stand en schreeuwen zij de tekst van het nummer naar de bezoekers van het winkelcentrum. Onder anderen Lynch en Ben Stiller lopen voorbij tijdens deze scène. De meeste bezoekers schenken geen aandacht aan het duo, met uitzondering van een oude vrouw, gespeeld door Linda Porter, die door Black wordt vastgegrepen tijdens het zingen, waarop zij hem slaat met haar handtas. Een politieagent, gespeeld door JR Reed, neemt Black en Gass uiteindelijk mee. Aan het eind van de clip verschijnt de oude vrouw opnieuw. Zij pakt de zojuist opgenomen cd, terwijl haar ogen rood opgloeien en zij lacht als een demon.
De videoclip was een groot succes op de Britse televisie, maar het nummer verscheen in dat land nooit officieel als single. De clip werd genomineerd voor twee Music Video Production Association Awards in de categorieën "Alternative Video of the Year" en "Directorial Debut of the Year". Ook werd het genomineerd in de categorie "Best Video" bij de Kerrang! Awards in 2002.

## Hitnoteringen

### Nederlandse Top 40
| Hitnotering: 15-02-2003 t/m 01-03-2003 | Hitnotering: 15-02-2003 t/m 01-03-2003 | Hitnotering: 15-02-2003 t/m 01-03-2003 | Hitnotering: 15-02-2003 t/m 01-03-2003 | Hitnotering: 15-02-2003 t/m 01-03-2003 |
| Week                                   | 1                                      | 2                                      | 3                                      |                                        |
| -------------------------------------- | -------------------------------------- | -------------------------------------- | -------------------------------------- | -------------------------------------- |
| Nummer                                 | 30                                     | 25                                     | 38                                     | uit                                    |

### Mega Top 100
| Hitnotering: 08-02-2003 t/m 29-03-2003 | Hitnotering: 08-02-2003 t/m 29-03-2003 | Hitnotering: 08-02-2003 t/m 29-03-2003 | Hitnotering: 08-02-2003 t/m 29-03-2003 | Hitnotering: 08-02-2003 t/m 29-03-2003 | Hitnotering: 08-02-2003 t/m 29-03-2003 | Hitnotering: 08-02-2003 t/m 29-03-2003 | Hitnotering: 08-02-2003 t/m 29-03-2003 | Hitnotering: 08-02-2003 t/m 29-03-2003 | Hitnotering: 08-02-2003 t/m 29-03-2003 |
| Week                                   | 1                                      | 2                                      | 3                                      | 4                                      | 5                                      | 6                                      | 7                                      | 8                                      |                                        |
| -------------------------------------- | -------------------------------------- | -------------------------------------- | -------------------------------------- | -------------------------------------- | -------------------------------------- | -------------------------------------- | -------------------------------------- | -------------------------------------- | -------------------------------------- |
| Positie                                | 52                                     | 28                                     | 26                                     | 33                                     | 40                                     | 59                                     | 62                                     | 73                                     | uit                                    |

### NPO Radio 2 Top 2000
| Nummer met noteringen in de NPO Radio 2 Top 2000 | '15  | '16 | '17 | '18 | '19 | '20 | '21 | '22 | '23 | '24 |
| ------------------------------------------------ | ---- | --- | --- | --- | --- | --- | --- | --- | --- | --- |
| Tribute                                          | 1141 | 502 | 441 | 456 | 565 | 639 | 634 | 550 | 589 | 496 |

1. ↑  Een vetgedrukt getal geeft de hoogste notering aan.
2. ↑  2015 was het eerste jaar met een notering voor dit nummer.